# Elytraria minor
Elytraria minor là một loài thực vật có hoa trong họ Ô rô. Loài này được Dokosi mô tả khoa học đầu tiên năm 1979.

## Phân bố
Loài bản địa khu vực từ đông nam Kenya tới Tanzania.